# Barwise (Texas)
Barwise ist eine unincorporated community im Floyd County des Bundesstaates Texas in den Vereinigten Staaten. Im Jahr 2000 lebten in der Siedlung 16 Einwohner.

## Lage
Barwise liegt 17 Kilometer Luftlinie westlich von Floydada, 28 Kilometer südöstlich von Plainview und 55 Kilometer nordöstlich von Lubbock in der Region Llano Estacado im Nordwesten von Texas. Nächstgelegene Ortschaft ist die Kleinstadt Lockney.

## Geschichte
Die Siedlung Barwise wurde 1928 gegründet, nachdem die Fort Worth and Denver Railway Company eine Bahnstrecke durch die heutige Ortslage baute. Die Stadt trug zunächst den Namen Stringer, benannt nach dem Farmer J. W. Stringer, der Land in der Nähe der Siedlung besaß. Kurz nach der Gründung wurde der Ort jedoch in Barwise umbenannt. Der neue Ortsname leitet sich von dem Namen des Richters Joseph Hodson Barwise aus Wichita Falls ab, der als erster Hotelgast in Barwise gilt. Barwise bestand ursprünglich aus sieben Gebäuden. Die Bahnstrecke ist inzwischen zurückgebaut worden.
In den 1930er-Jahren gab es in Barwise ein Hotel, einen Dorfladen, einen Düngerhändler, eine Tankstelle, eine Egreniermaschine und zwei Getreidespeicher. Im Jahr 1940 hatte Barwise etwa 40 Einwohner. 1950 erhielt die Siedlung eine befestigte Straße. Im Jahr 1986 existierte in Barwise nur noch der Düngemittelhändler und ein Getreidesilo, der Rest wurde als Farmland genutzt. Für das Jahr 1990 ist für Barwise eine Einwohnerzahl von 30 Menschen verzeichnet, diese Zahl fiel bis 2000 auf 16 Einwohner ab. Heute besteht Barwise aus vier Wohngebäuden und einigen Wirtschaftsgebäuden, die landwirtschaftlich genutzt werden.

## Infrastruktur
Barwise liegt an der Farm-to-Market-Road 784, der U.S. Highway 70 liegt rund 20 Kilometer nordöstlich der Siedlung. Rund 36 Kilometer westlich von Barwise besteht ein Anschluss an die Interstate 27 zwischen Lubbock und Amarillo.